# زاگورسکی اشتروکلی
زاگورسکی اشتروکلی یک غذای سنتی محبوب در کرواسی است که در خانواده‌ها در مناطق زاگوریه کرواسی و زاگرب در شمال کشور سرو می‌شود که از خمیر و انواع پرکننده‌ها تشکیل شده است که می‌تواند آب‌پز یا پخته شود. ارتباط نزدیکی با اشتروکلجی، یک غذای سنتی اسلوونی دارد.

## آماده‌سازی
تهیه هر دو نوع آب‌پز و پخته اشتروکلی یکسان است. خمیر به‌صورت صاف و بسیار نازک پهن می‌شود تا روی میز را بپوشاند. مخلوطی از پنیر با تخم مرغ، خامه ترش و نمک به صورت نازک روی خمیر پخش می‌شود. سپس خمیر را از دو طرف به صورت دو رول به هم متصل می‌پیچند و در نهایت به قطعات ۱۰ تا ۲۰ سانتی‌متری برش می‌زنند.
برای اشتروکلی پخته شده، قطعات را در یک سینی قر قرار داده، با کرم پوشانده می‌شود و تقریباً ۴۵ دقیقه در فر می‌پزند تا روی آن کمی قهوه‌ای شود.
برای اشترکلی آب‌پز، قطعات را در یک قابلمه آب جوش قرار می‌ریزند. پیاز و جعفری را جداگانه تفت داده تا کمی قهوه ای شود و سپس به قابلمه اضافه می‌کنند. سپس اشتروکلی‌ها به مدت تقریبی ۲۰ دقیقه پخته می‌شوند.